# Levharti Chomutov
Levharti Chomutov (celým názvem: Basketbalový klub Levharti Chomutov) je český basketbalový klub, který sídlí v Chomutově v Ústeckém kraji. Založen byl v roce 1949. V roce 1990 došlo k fúzi s armádním družstvem VTJ České Budějovice. V sezóně 2019/20 hraje mužský oddíl ve třetí nejvyšší soutěži. Ženský oddíl působí v téže sezóně v nejvyšší ženské soutěži. Své domácí zápasy odehrávají všechny oddíly v městské sportovní hale Chomutova s kapacitou 1 700 diváků. Klubové barvy jsou zlatá, modrá a bílá.
Největším úspěchem mužského i ženského oddílu je účast v nejvyšší soutěži. Muži v sezónách 1995/96–1999/00, 2003/04 a 2011/12–2012/13. Ženy od sezóny 2019/20.

## Historické názvy
Zdroj: 
- VTJ VALZAP DIOSS Chomutov (Vojenská tělovýchovná jednota VALZAP DIOSS Chomutov)
- 1998 – BK ASK Chomutov (Basketbalový klub ASK Chomutov)
- 2000 – BK Chomutov (Basketbalový klub Chomutov)
- 2010 – Levharti Chomutov
- 2013 – BK Levharti Chomutov (Basketbalový klub Levharti Chomutov)

## Soupiska sezóny 2022/2023 (ženy)
| Číslo | Stát     | Hráčka                     | Ročník | Výška  |
| ----- | -------- | -------------------------- | ------ | ------ |
| 5     | Česko    | Zuzana Kučerová            | 1996   | 180 cm |
| 6     | Ukrajina | Anastasiia Kovtun          | 2002   | 193 cm |
| 7     | Česko    | Kateřina Bartoňová         | 1990   | 172 cm |
| 9     | Česko    | Jesika Maud Hibalová       | 2003   | 171 cm |
| 11    | Česko    | Monika Satoranská          | 1993   | 188 cm |
| 12    | Česko    | Monika Fučíková            | 2002   | 180 cm |
| 13    | Česko    | Johana Staňková            | 2004   | 191 cm |
| 14    | Česko    | Barbora Jorová             | 2004   | 175 cm |
| 15    | Česko    | Michaela Krejzová          | 1998   | 184 cm |
| 17    | Česko    | Eliška Brejchová           | 2003   | 181 cm |
| 21    | Česko    | Lucie Ceralová             | 2003   | 193 cm |
| 22    | USA      | Najai Jasmene Wynn-Pollard | 1997   | 180 cm |
| 23    | Česko    | Jana Drobná                | 2001   | 165 cm |
| 24    | Česko    | Valentýna Kadlecová        | 2004   | 187 cm |
| 77    | Česko    | Štěpánka Traubová          | 1999   | 167 cm |

- Trenér: Jozef Rešetár
- Asistent trenéra: Petr Treml

## Umístění v jednotlivých sezonách

### Umístění mužů
Stručný přehled
Zdroj: 
- 1995–1998: 1. liga (1. ligová úroveň v České republice)
- 1998–2000: Národní basketbalová liga (1. ligová úroveň v České republice)
- 2000–2003: 2. liga (2. ligová úroveň v České republice)
- 2003–2004: Národní basketbalová liga (1. ligová úroveň v České republice)
- 2006–2007: 2. liga (2. ligová úroveň v České republice)
- 2007–2011: 1. liga (2. ligová úroveň v České republice)
- 2011–2013: Národní basketbalová liga (1. ligová úroveň v České republice)
- 2013–2015: Severočeský oblastní přebor – sk. Západ (5. ligová úroveň v České republice)
- 2015–2017: Severočeský oblastní přebor (5. ligová úroveň v České republice)
- 2017–2019: Severočeská liga (4. ligová úroveň v České republice)
- 2019– : 2. liga – sk. A (3. ligová úroveň v České republice)

Jednotlivé ročníky
Zdroj: 
Legenda: ZČ – základní část, červené podbarvení – sestup, zelené podbarvení – postup, fialové podbarvení – reorganizace, změna skupiny či soutěže
| Česko (1995 – ) |                                         |           |           |                                     |                      |
| Sezóny          | Soutěž                                  | Úroveň    | ZČ        | Play-off, nadstavba, sk. o udržení… | Poznámky             |
| 1995/96         | 1. liga                                 | 1. úroveň | 11. místo | Baráž o udržení (2. místo)          |                      |
| 1996/97         | 1. liga                                 | 1. úroveň | 12. místo | Baráž o udržení (3. místo)          |                      |
| 1997/98         | 1. liga                                 | 1. úroveň | 9. místo  | Baráž o udržení (1. místo)          | Reorganizace         |
| 1998/99         | Národní basketbalová liga               | 1. úroveň | 8. místo  | Čtvrtfinále                         |                      |
| 1999/00         | Národní basketbalová liga               | 1. úroveň | 11. místo | Baráž o udržení (4. místo)          | Sestup               |
| 2000/01         | 2. liga                                 | 2. úroveň | ?. místo  |                                     |                      |
| 2001/02         | 2. liga                                 | 2. úroveň | ?. místo  |                                     |                      |
| 2002/03         | 2. liga                                 | 2. úroveň | ?. místo  |                                     | Postup               |
| 2003/04         | Národní basketbalová liga               | 1. úroveň | 12. místo | Baráž o udržení (4. místo)          | Sestup               |
| 2004/05         | 2. liga                                 | 2. úroveň | 5. místo  | Čtvrtfinále                         |                      |
| 2005/06         | 2. liga                                 | 2. úroveň | 9. místo  | Play-out (3. místo)                 |                      |
| 2006/07         | 2. liga                                 | 2. úroveň | 6. místo  | Čtvrtfinále                         | Reorganizace         |
| 2007/08         | 1. liga                                 | 2. úroveň | 9. místo  |                                     |                      |
| 2008/09         | 1. liga                                 | 2. úroveň | 7. místo  | Čtvrtfinále                         |                      |
| 2009/10         | 1. liga                                 | 2. úroveň | 5. místo  | Semifinále                          |                      |
| 2010/11         | 1. liga                                 | 2. úroveň | 1. místo  | Vítěz                               | Postup               |
| 2011/12         | Národní basketbalová liga               | 1. úroveň | 10. místo | Předkolo                            |                      |
| 2012/13         | Národní basketbalová liga               | 1. úroveň | 10. místo | Předkolo                            | Odhlášení ze soutěže |
| 2013/14         | Severočeský oblastní přebor – sk. Západ | 5. úroveň | 1. místo  |                                     |                      |
| 2014/15         | Severočeský oblastní přebor – sk. Západ | 5. úroveň | 1. místo  |                                     | Reorganizace         |
| 2015/16         | Severočeský oblastní přebor             | 5. úroveň | 2. místo  |                                     |                      |
| 2016/17         | Severočeský oblastní přebor             | 5. úroveň | 6. místo  |                                     | Reorganizace         |
| 2017/18         | Severočeská liga                        | 4. úroveň | 3. místo  | Finálová skupina (3. místo)         |                      |
| 2018/19         | Severočeská liga                        | 4. úroveň | 1. místo  | Vítěz                               | Postup               |
| 2019/20         | 2. liga – sk. A                         | 3. úroveň |           |                                     |                      |

### Umístění žen
Stručný přehled
Zdroj: 
- 2017–2019: 2. liga – sk. A (3. ligová úroveň v České republice)
- 2019– : Ženská basketbalová liga (1. ligová úroveň v České republice)

Jednotlivé ročníky
Zdroj: 
Legenda: ZČ – základní část, červené podbarvení – sestup, zelené podbarvení – postup, fialové podbarvení – reorganizace, změna skupiny či soutěže
| Česko (2017 – ) |                          |           |          |                                     |                                   |
| Sezóny          | Soutěž                   | Úroveň    | ZČ       | Play-off, nadstavba, sk. o udržení… | Poznámky                          |
| 2017/18         | 2. liga – sk. A          | 3. úroveň | 3. místo | Finálová skupina (4. místo)         |                                   |
| 2018/19         | 2. liga – sk. A          | 3. úroveň | 1. místo | Finálová skupina (1. místo)         | Postup; koupě licence od Nymburku |
| 2019/20         | Ženská basketbalová liga | 1. úroveň |          |                                     |                                   |
| 2020/21         | Ženská basketbalová liga | 1. úroveň | 7. místo | Čtvrtfinále                         |                                   |
| 2021/22         | Ženská basketbalová liga | 1. úroveň | 6. místo | Čtvrtfinále                         |                                   |
| 2022/23         | Ženská basketbalová liga | 1. úroveň | 4. místo | Zápas o 3. místo (výhra)            |                                   |
| 2023/24         | Ženská basketbalová liga | 1. úroveň | 6. místo |                                     |                                   |